# عزلة العارضة (تعز)
عزلة العارضة هي إحدى عزل مديرية صبر الموادم في محافظة تعز اليمنية ويبلغ تعداد سكانها 2716 نسمة حسب التعداد السكاني في اليمن لعام 2004.